# 珍妃井

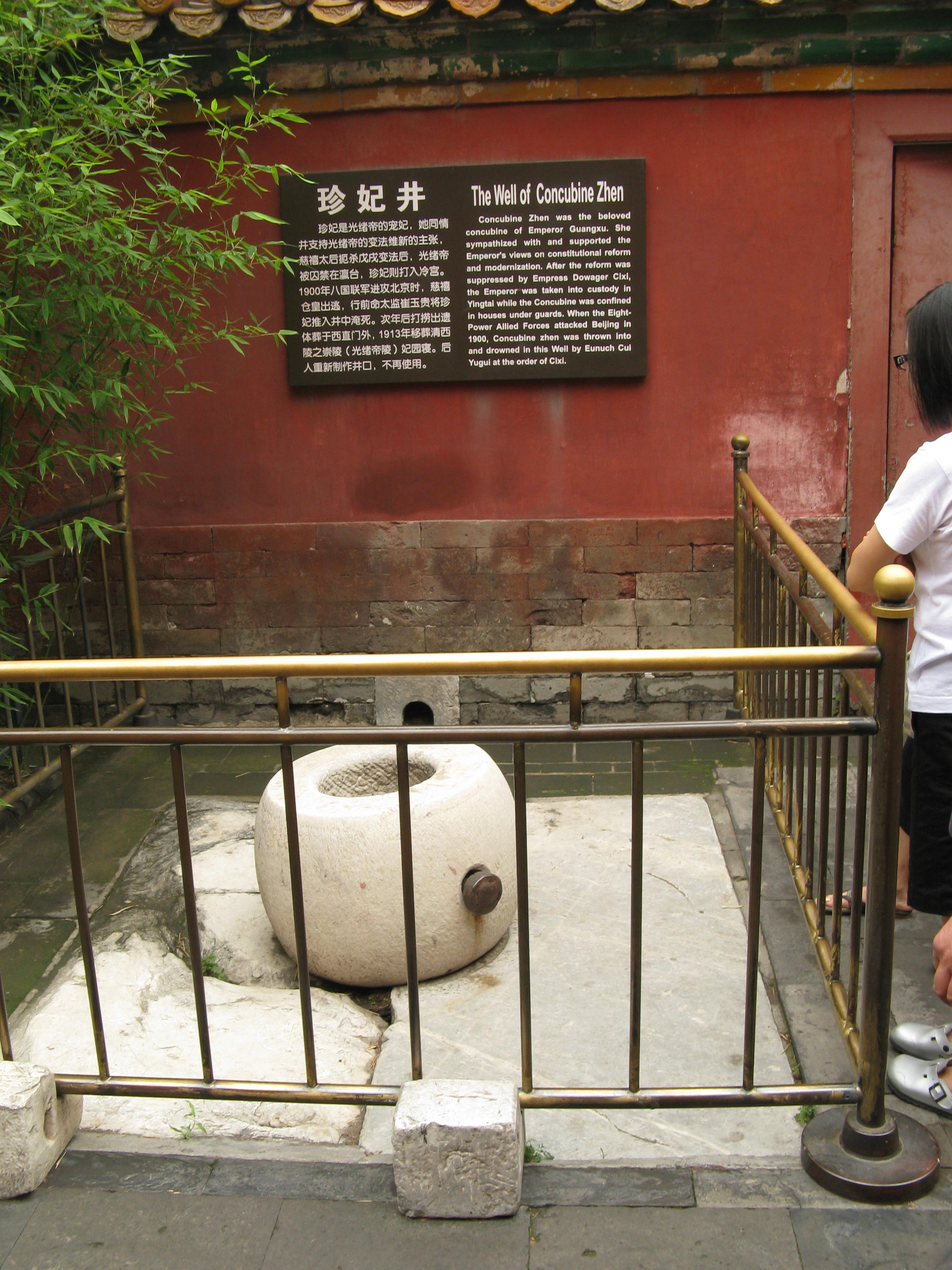
珍妃井

珍妃井，位于宁寿宫北端的贞顺门内，因光绪帝的珍妃1900年被推入此井溺死，故称“珍妃井”。

## 简介
珍妃井原是宫中的一口普通水井。井眼上置有井口石，井口石两侧凿有小洞，用来穿入铁棍上锁。
清朝光绪二十六年（1900年）八国联军进攻北京，慈禧太后和光绪帝西逃。临行前，慈禧太后将幽禁在景祺阁北小院的珍妃召到颐和轩，命太监崔玉贵和王德環等人将珍妃推入贞顺门内的这口井中溺死，该井因而得名“珍妃井”。
光绪二十七年（1901年），銮驾返回北京，珍妃被追封为贵妃，珍妃的家人获准将珍妃的尸体从该井中打捞出来，安厝在北京西郊的田村，1913年迁葬清西陵的崇陵妃园寝。
清朝宣统帝逊位之后，珍妃的姐姐瑾妃在此井北侧的贞顺门的东侧门房（穿堂东间）为珍妃设立了灵堂“怀远堂”，书“精卫通诚”匾，并制龛供奉“珍贵妃之神位”，以寄托对珍妃的哀思。后人重新制作了此井的井口，不再使用。
如今，故宫博物院将怀远堂改设在珍妃井南侧的一座小房内，堂内仍布置有上述匾额及神龛。